# Castelul din Sztum
Sztum este un oraș situat în partea centrală a Powiślei, o regiune de-a lungul malurilor Vistulei inferioare. În epoca medievală, așezarea a fost scaunul conducătorilor, care guvernau tărâmurile Aliem, care făceau parte din vechea Pomezania Prusacă. O mențiune veche a unui lider local de origine prusacă, Stumo, datează din a doua jumătate a secolului 13.

## Istoria Castelului din Sztum
În 1236, fortul  a fost capturat de Cavalerii Teutoni. Până la sfârșitul Războiului de 30 ani (1453-1466), Castelul Sztum a fost scaun al oficialilor locali ai Ordinului Teuton. Vechile fortificațiile din pământ și cherestea au fost înlocuite la începutul secolului 14 de o fortăreață din piatră și cărămidă. Fiind bine fortificat și bine poziționat, castelul din Sztum a servit ca o bază militară pentru cruciați în cadrul incursiunilor asupra Lituaniei păgâne. În 1377, Arhiducele Albrecht Habsburg a stat în castel, lăsând culoarea familiei sale ca un cadou de recunoștință pentru districtul administrativ Sztum. De asemenea el a dat însărcinarea de a se construi un turn monumental al castelului, care de atunci este cunoscut ca Turnul Albrecht.
În timpul Marelui Război dintre Ordinul Teuton, Regatul Poloniei și Ducatul Lituaniei (1409-1411), Sztum a fost ocupat de către armata polonă, carea făcea marș dinspre Grunwald (Tannenberg) spre Malbork. După un asediu lipsit de succes a capitalei statului Ordinului Teuton, trupele poloneze, care erau staționate la Castelul Sztum, timp de 3 săptămâni au apărat fortăreața împotriva atacurilor planificate de Cavalerii Teutoni. Eventual, aceștia s-au subordonat ordinului dat de regele polon, Władysław Jagiełło și au predat castelul.
De la 1416, după o extindere, castelul a devenit rezidența de vară a Marelui Maestru a Ordinului. În același an, o așezare situată pe o insuliță de pe râul din apropiere, i-au fost acordat privelegii de către Marele Maestru al Ordinului, Michael Kuchmaister von Stemberg.
În timpul războiului de 30 de ani, trupele poloneze fără de succes au asediat castelul timp de 6 săptămâni. Abia pe 6 ianuarie 1468, cavalerii teutoni au părăsit castelul. În aceiași zi, Ścibor Bażyński, a cărui familie mai târziu va concesiona castelul și orașul până în 1503, a devenit conducător al districtului Sztum. Printre succesorii săi a fost și episcopul Lucas Watzenrode, unchiul lui Nicolas Copernic, precum și familia Cem, bine cunoscută în istoria Pomeraniei (1530-1636) și familia Bieliński, care a guvernat teritoriul între 1724 și 1772.
În timpul războaielor suedeze din secolul 17, castelul și orașul Sztum au fost deteriorate, datorită acțiunilor militare și marșurilor frecvente a trupelor de soldați. După războiul de la Trzcian, pierdut de suedezi, monarhul acestora Gustav Adolf și-a găsit refugiu în Castelul Sztum. Pe 12 septembrie 1635, a fost semnat un armistițiu între Polonia și Suedia la Sztumska Wieś, un sătuc de lângă Sztum. Astăzi acest eveniment este comemorat printr-o placă comemorativă. În Timpul Potopului (1655-1660), orașul a căzut în sărăcie, care a fost consolidată de Marele Incendiu din 1683, când până și primăria din oraș a fost mistuită de flăcări. Primarul orașului Sztum, Peter Mogge, a oferit una din casele sale, care au supraviețuit incendiului, ca să fie utilizată de consiliul local și de către Congregația Luterană (care folosea în trecut primăria pentru prestarea serviciilor sale religioase).
În timpul împărțirii Poloniei, Sztum a devenit capitala a unui district administrativ din cadrul Prusiei de Vest (Westpreusse). La începutul secolui 19, trupele lui Napoleon au staționat în Sztum, și când valul de răzvrătiri a polonezilor împotriva Imperiului Rus, cunoscut ca Răscoala din Noiembrie, a fost înăbușită, un mare grup de polonezi au fost internați la Sztum. După Primul Război Mondial, viitorul Powiśle-i a fost determinat printr-un plebiscit, ca rezultat al căreia regiunea a fost încorporată în Germania. Pe 22 ianuarie 1945, Sztum a fost capturat fără luptă de către Armata Sovietică. În primele zile ale lui februarie, aproximativ 35% din oraș a fost distrus.

### După cel de-al Doilea Război Mondial
În prezent, aripa din sud a castelului, a fost renovată cu ajutorul Fundației de Cooperare Polono-Germană (Foundation for the Polish-German Cooperation), găzduiește Centrul International de Schimb între Tineri (International Centre of Youth Exchange), care aparține la Centrul de Cultură din Sztum, care este și administratorul castelului. Există planuri de a crea un hotel cu 95 de apturi și un centru de conferințe în partea rămasă de pe dealul Castelului. Regiunea Sztum este bogată în vile și case de țară, cum ar fi palatul și parcul din Waplewo Wielkie, care era deținut de către familia Sierakowski și astăzi a fost transformat într-un hotel, în vila de la Barlewice (un hotel și o galerie de artă), sau vila din Zajezierze. Alte atracții turistice sunt bifurcarea Vistulei în răurile Nogat, cu un sistem de blocaje la Biała Góra.